# Rice-Eccles Stadium
El Rice-Eccles Stadium es un estadio de fútbol situado en la ciudad estadounidense de Salt Lake City, Utah. Fue construido inicialmente en 1927 y reconstruido de nuevo en 1998 con motivo de los Juegos Olímpicos de Salt Lake City 2002. El estadio acogió las ceremonias de apertura y clausura de los Juegos Olímpicos.

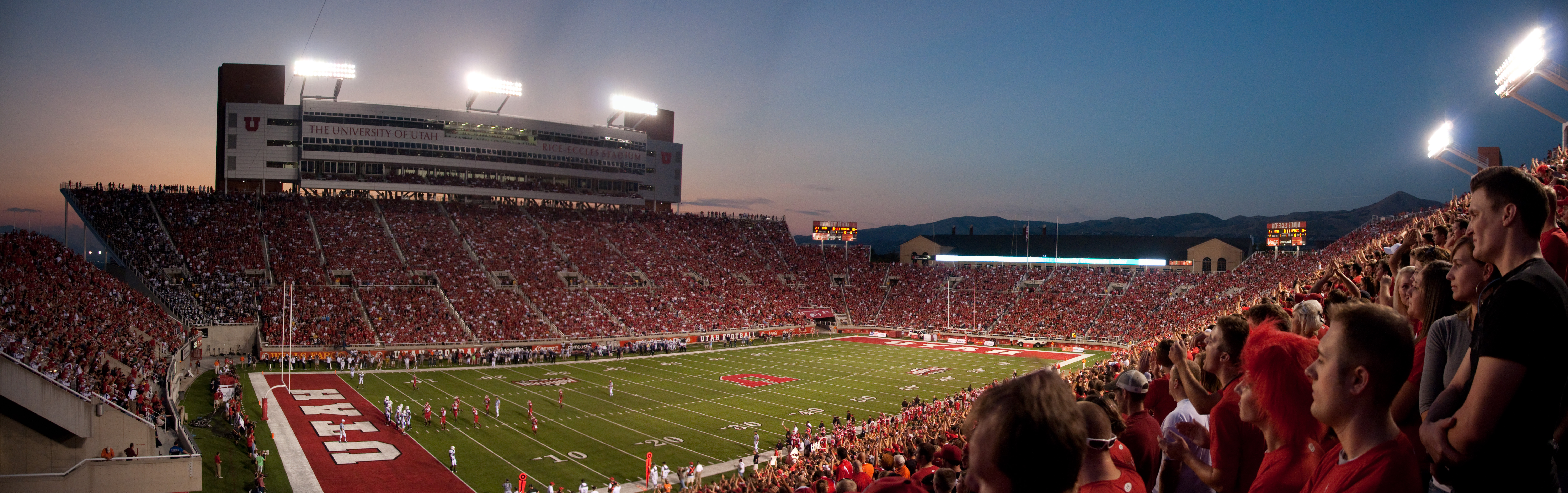
Panorámica del estadio.